# Frankie Howerd

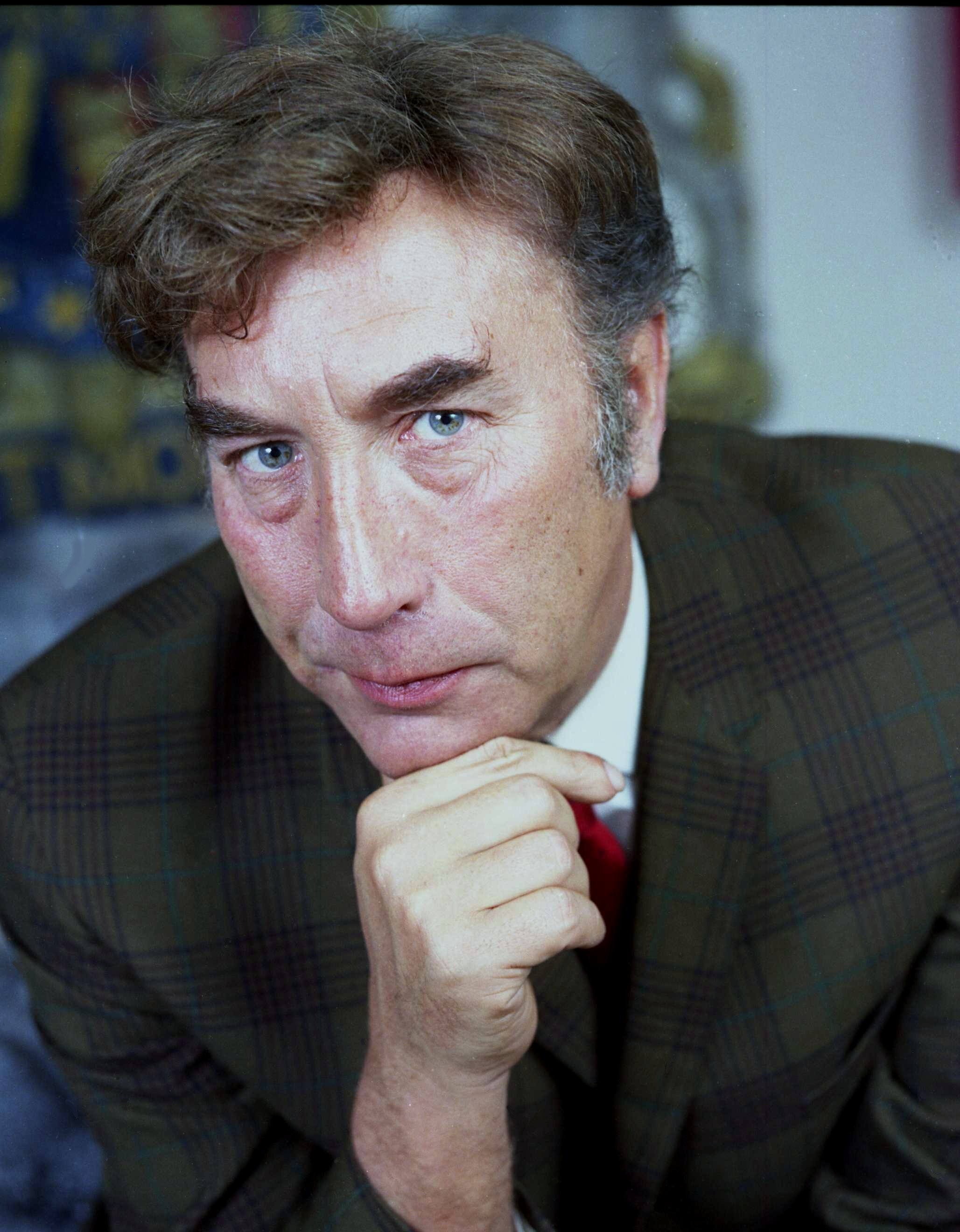
Frankie Howerd (1976)

Frankie Howerd (* 6. März 1917 in York; † 19. April 1992 in Fulham) war ein britischer Schauspieler und Komiker.

## Leben
Nach seiner Schulzeit an der Shooters Hill Grammar School war Howerd zunächst während des Zweiten Weltkrieges in der Unterhaltung der Soldaten tätig; nach dem Zweiten Weltkrieg arbeitete er bei dem britischen Radiosender BBC in Variety Bandbox. Sein Bekanntheitsgrad stieg aufgrund dieses Radioprogrammes Ende der 1940er/1950er. Autoren des Radioprogrammes waren Eric Sykes, Johnny Speight sowie Galton und Simpson. 1954 gab Howerd sein Debüt als Schauspieler in der Filmproduktion The Runaway Bus. Ende der 1950er/Anfang der 1960er sank Howerds beruflicher Erfolg. Erst 1963 gelang ihn ein erneuter beruflicher Anlauf: er trat 1963 in der britischen Sendung That Was The Week That Was auf und erschien von 1963 bis 1965 in der Sendung A Funny Thing Happened on the Way to the Forum. 1966 und 1967 moderierte er im britischen Fernsehen die Weihnachtsshow The Frankie and Bruce Christmas Show gemeinsam mit Bruce Forsyth. Ab Mitte der 1960er und in den 1970er Jahren trat Howerd in vielen verschiedenen Fernsehsendungen bei den britischen Fernsehsendern BBC und Thames Television (beispielsweise Frankie Howerd meets The Bee Gees, gesendet am 20. August 1968) auf. 1977 erhielt Howerd den Order of the British Empire. 1978 spielte Howerd in dem Film Sgt. Pepper’s Lonely Hearts Club Band als Schauspieler in der Rolle des Mean Mr Mustard mit. In diesem Film waren auch Peter Frampton, The Bee Gees, George Burns, Alice Cooper, Aerosmith und Steve Martin zu sehen. Obgleich ein kommerzieller Flop, erreichte der Film Kultstatus. Anfang der 1980er erlitt Howerd einen zweiten beruflichen Einbruch und er konnte keine Fernsehsendung in jenen Jahren bekommen. Erst 1987 moderierte er auf dem Fernsehsender Channel 4 die Fernsehshow Superfrank!, deren Skripte Miles Tredinnick und Vince Powell schrieben. Als regelmäßiger Gast trat er in der Sendung Into the Night, die von Nicky Campbell moderiert wurde, auf.
Sein Lebenspartner war Dennis Heymer, mit dem er in Axbridge, Somerset lebte.

## Filmografie (Auswahl)

### Fernsehen
- 1962: That Was The Week That Was
- 1966: East of Howerd
- 1968: Howerd’s Hour
- 1969: Carry on Christmas
- 1969: The Frankie Howerd Show
- 1969–1975: Up Pompeii!
- 1976: The Frankie Howerd Show
- 1976: Howerd Confessions
- 1976: Up the Convicts
- 1981: Frankie Howerd Strikes Again
- 1982: Then Churchill Said to Me
- 1987: Superfrank!
- 1989: All Change
- 1990: Frankie Howerd on Campu
- 1992: Frankie’s On…

### Filme
- 1954: The Runaway Bus
- 1955: Ladykillers
- 1955: Ein Alligator namens Daisy (An Alligator Named Daisy)
- 1956: Jumping for Joy
- 1956: A Touch of the Sun
- 1958: Noch mehr Ärger in der Army (Further Up the Creek)
- 1962: The Cool Mikado
- 1962: O Darling – was für ein Verkehr (The Fast Lady)
- 1963: Auch die Kleinen wollen nach oben (The Mouse on the Moon)
- 1966: The Great St Trinian’s Train Robbery
- 1967: Das total verrückte Krankenhaus (Carry On Doctor)
- 1969: Die total verrückte Königin der Amazonen (Carry On Up the Jungle)
- 1971: Her mit den römischen Sklavinnen (Up Pompeii)
- 1971: Runter mit dem Keuschheitsgürtel (Up the Chastity Belt)
- 1972: Kommandosache nackter Po (Up the Front)
- 1972: Die Nacht der lachenden Leichen (The House in Nightmare Park)
- 1978: Sgt. Peppers Lonely Hearts Club Band